# Adunații-Copăceni
Adunații-Copăceni est une commune du județ de Giurgiu en Roumanie.